# Tetyana Vilkul
Tetyana Leonidivna Vilkul (Oekraïens: Тетяна Леонідівна Вілкул; Irpin, 12 januari 1969) is een Oekraïense historicus gespecialiseerd in Oekraïense middeleeuwse geschiedenis. Ze is als senior onderzoeker verbonden aan het Instituut van Geschiedenis van Oekraïne. Ze staat bekend als een van de geleerden die de wetenschappelijke interesse in en het onderzoek naar de tekstkritiek van de Primaire Kroniek (PVL, ook wel Nestorkroniek) in het begin van de 21e eeuw nieuw leven heeft ingeblazen.

## Biografie
Vilkul werd op 12 januari 1969 geboren te Irpin, Oblast Kiev, Oekraïense SSR. In 1992 studeerde ze af aan de Oekraïense Staatsuniverstiteit van Drahomanov in Kyiv.  Ze werkte van 1992 tot 1995 als archeograaf en vervolgde haar studie aan het Instituut van Oekraïense Archeografie van de Nationale Academie van Wetenschappen van Oekraïne. In 2002 behaalde ze haar Master in Historische Wetenschappen aan het Departement voor Middeleeuwse en Vroegmoderne Geschiedenis van Oekraïne onder supervisie van Oleksi Tolotsjko. Vilkul heeft verschillende monografieën en papers gepubliceerd in het Oekraïens, Russisch en Engels.
De belangstelling voor tekstkritiek van de Primaire Kroniek nam af in de tweede helft van de 20e eeuw, maar kreeg een nieuwe impuls aan het begin van de 21e eeuw. Dit kwam door de publicatie van een nieuwe moderne Duitse vertaling door Ludolf Müller in 2001, een interlineaire collatie van de zes belangrijkste kopieën en een paradosis door Donald Ostrowski et al. in 2003 en verschillende publicaties van begin 2000 door Oleksi Tolotsjko en Tetyana Vilkul van het Centrum voor Studies van het Kievse Rijk (Oekraïens: Сектор досліджень історії Київської Русі) in Kyiv. Deze publicaties uit de jaren 2000 waren de eerste die de kern van de opvattingen van Aleksej Sjakmatov, die tot dan toe algemeen geaccepteerd waren, in twijfel trokken.
In 2004 stelde Vilkul verschillende problemen aan de orde met betrekking tot de tekstologische basis van Ostrowski's reconstructie van de Primaire Kroniek (PVL) uit 2003. De daaropvolgende polemiek tussen Ostrowski en Vilkul draaide om de beoordeling van de stemma codicum van de PVL en de meest waarschijnlijke genetische relaties en contaminaties tussen de verschillende tekstgetuigen. Gippius (2014) stelde dat "de benadering van Vilkul op dit moment de meest veelbelovende lijkt".
In haar proefschrift De Kroniek en de Chronograaf (2015) toonde Vilkul aan dat de Jongere Redactie van de Novgorodse Eerste Kroniek (Jongere NPL) was gecorrumpeerd door de Primaire Kroniek (PVL). Derhalve moest de tekst van de PVL wel ouder zijn, vertegenwoordigde de Jongere NPL-tekst chronografen uit de 14e of 15e eeuw en kon deze dus niet een archetype zijn voor de tekst van de PVL.
De Finse historisch onderzoeker Mari Isoaho (2018) noemde Vilkul 'een zorgvuldige schrijver' die een 'indrukwekkende lijst' van artikelen had gepubliceerd betreffende tekstkritiek van kronieken en andere Oudoostslavische teksten, met name in het tijdschrift Palaeoslavica tussen 2003 en 2012.

## Publicaties

### Monografieën
- Літопис і хронограф. Студії з текстології домонгольського київського літописання. Litopys i khronohraf: Studiï z tekstolohiï domonhol's'koho kyïvs'koho litopysannja (De Kroniek en de Chronograaf: tekstkritische studies van pre-Mongoolse Kyivse Kronieken). 518 pp. Kyiv: Nationale Academie van Wetenschappen van Oekraïne, 2015. ISBN 978-966075546. (proefschrift)

### Wetenschappelijke artikelen (selectie)
- Vilkul, T. (2003). "Novgorodskaja pervaja letopis' i Načal'nyj svod". Palaeoslavica, 11, 5–35.
- Vilkul, T. (2004). "Tekstoloģija i Textkritik. Ideal'nyj proekt." Palaeoslavica, 12(1), 171–203.
- Vilkul, T. L. (2013). "Polnyj perevod Xroniki Georgija Amartola v letopisnyx staťjax X–XI vv." (Povesť vremennyx let i Novgorodskaja pervaja letopis' mladšego izvoda). Drevnjaja Rus'. Voprosy medievistiki, 5(47), 28.